# 吳蕃昌
吴蕃昌（1622年—1656年），字仲木。浙江海鹽人，明末清初人物。
吴麟徵次子。十一歲時，吳蕃昌因伯祖吳中偉的獨子吳麟趾病死無後嗣，即入嗣其家，侍奉嗣母查氏。崇禎十一年（1638年），補為縣學生員。廣為結社，“與海內諸名賢交甚懽”，但“歷試高等皆不遇”。吴麟徵於明亡時自殺。入清後與彭孙貽創立瞻社，为名流所重，时人称“武原二仲”。吳蕃昌曾將父親吳麟徵生前書信中的告誡加以摘錄，編撰成《家誡要言》一書。蕃昌事嗣母至孝，順治十二年（1655）正月，查氏逝世，蕃昌循古禮守喪，“水漿不入口四日”。不久，因持喪過禮而致疾，張履祥曾多次勸告吳蕃昌要照顧身體。順治十三年，於守喪期間去世。

## 延伸阅读
[在维基数据编辑]
 《清史稿·卷497》，出自趙爾巽《清史稿》